# Kościół św. Mikołaja w Słopanowie
Kościół Świętego Mikołaja w Słopanowie – rzymskokatolicki kościół parafialny znajdujący się we wsi Słopanowo w powiecie szamotulskim.

## Historia
Świątynia wybudowana w 1695 roku. Wzniesiona z fundacji Jana Kąsinowskiego sędziego wałeckiego. Odnowiona w latach 1862–1866 – dobudowano kruchtę i 1914 roku. W latach 1953–1954 zakonserwowano polichromię. Gruntownie restaurowany w latach 1989–1991.

## Architektura i wyposażenie
Świątynia drewniana, o jednej nawie, posiadająca konstrukcję zrębową. Orientowana. Kościół zaliczany jest do wielkopolskiego rodzaju kościoła późnogotyckiego. Węższe prezbiterium od nawy, zamknięte wielokątnie z przylegającą z boku zakrystią. Kruchta z boku nawy. Dach posiada jedną kalenicę, pokryty gontem tworzący szeroki okap wokół prezbiterium. Wieża z przodu, częściowo nadbudowana nad nawą, posiada konstrukcję słupowo – ramową. Zakończona cebulastym, dwuczęściowym hełmem gontowym z latarnią i krzyżem. Wewnątrz płaski sufit jednakowy dla nawy i prezbiterium. Chór muzyczny podparty ośmioma słupami z prospektem organowym i parapetem o brzegu prostym. Belka tęczowa z krucyfiksem z XVII stulecia. i rzeźbami: Matki Bożej Bolesnej z XVI stulecia. i Świętego Jana z XVII stulecia. Polichromia późnorenesansowa i barokowa o cechach ludowych na ścianach i suficie z lat 1695 – 1699. Na ścianach wydarzenia biblijne, z życia świętych: Mikołaja, Wawrzyńca, Szczepana, Piotra i Pawła z uzupełnieniem ornamentu roślinnego. Na suficie Trójca Święta, Boga Ojca i Chrystusa. Pod chórem muzycznym obrazek diabła i karczmarki z kuflem piwa spisanymi grzechami na skórze wołowej i uzasadnieniem kary – „bo nie dolewała”. Wizerunki grajków na parapecie chóru. Wyposażenie w stylu barokowo – ludowym z 2 połowy XVII stulecia: ołtarz główny, dwa boczne. Ambona i chrzcielnica rokokowa w formie wazy z baldachimem i wizerunkiem Chrystusa z końca XVIII wieku.